# Liste der Monuments historiques in Berstett
Die Liste der Monuments historiques in Berstett führt die Monuments historiques in der französischen Gemeinde Berstett auf.

## Liste der Objekte
| Bezeichnung                               | Beschreibung | Standort                              | Kennzeichnung | Schutzstatus | Datum | Bild |
| ----------------------------------------- | --- | ------------------------------------- | ------------- | ------------ | ----- | ---- |
| Oblatendose                               | Zinn, erste Hälfte des 18. Jahrhunderts | in der protestantischen Kirche (Lage) | PM67000923    | Classé       | 2004  |      |
| Abendmahlsgeschirr                        | Kelch, Patene und Oblatendose; Silber, vergoldet, 1750 | in der protestantischen Kirche (Lage) | PM67000493    | Classé       | 1978  |      |
| Abendmahlskanne                           | Zinn, 1809 | in der protestantischen Kirche (Lage) | PM67001211    | Inscrit      | 2002  |      |
| Abendmahlskanne                           | Zinn, 1847 | in der protestantischen Kirche (Lage) | PM67001212    | Inscrit      | 2002  |      |
| Kelch und Patene für das Krankenabendmahl | Zinn, 1809 | in der protestantischen Kirche (Lage) | PM67001210    | Inscrit      | 2002  |      |
| Acht Gemälde                              | in der Brüstung der Empore; Darstellung Irdisches Paradies, Moses erhält die Gesetzestafeln sowie sechs Szenen aus dem Leben Jesu; Ölfarbe auf Leinwand, 1726 | in der protestantischen Kirche (Lage) | PM67001209    | Inscrit      | 2002  |      |